# Svartalvheim
Svartalvheim è il primo album della band black metal Ancient. L'album è stato pubblicato nel dicembre 1994 dalla Listenable Records.

## Tracce[1]
Testi di Grimm, musiche di Aphazel.
1. Svartalvheim (strumentale) – 1:23
2. Trumps of an Archangel – 3:50
3. Huldradans – 5:53
4. The Call of the Absu Deep – 5:30
5. Det glemte riket – 6:59
6. Paa evig vandring – 9:15
7. Ved trolltjern – 4:22
8. Eerily Howling Winds – 4:20
9. Likferd – 4:52
10. (untitled outro) (strumentale) – 2:28

Durata totale: 48:52

## Formazione
- Grimm – voce e batteria
- Aphazel – chitarre, basso e tastiere